# Agos-Vidalos
Agos-Vidalos – miejscowość i gmina we Francji, w regionie Oksytania, w departamencie Pireneje Wysokie.
Według danych na rok 1990 gminę zamieszkiwało 270 osób, a gęstość zaludnienia wynosiła 44 osób/km² (wśród 3020 gmin regionu Midi-Pireneje Agos-Vidalos plasuje się na 794. miejscu pod względem liczby ludności, natomiast pod względem powierzchni na miejscu 1398).